# Gesamtwirtschaftliches Angebot
Der Begriff gesamtwirtschaftliches Angebot (auch Gesamtangebot, aggregiertes Angebot) beschreibt die Menge an Gütern, die die Summe aller im Markt befindlichen Anbieter in einer bestimmten Zeitspanne und in einer bestimmten gesamtwirtschaftlichen Situation produzieren. Aus seinem Zusammenspiel mit der gesamtwirtschaftlichen Nachfrage lässt sich ein gesamtwirtschaftliches Gleichgewicht ableiten. In grafischer Darstellung wird zumeist ein Preis-Mengen-Zusammenhang dargestellt. Dieser kann je nach zugrunde liegender Wirtschaftstheorie unterschiedlich ausfallen.

## Ausprägungen
In einem Preis-Mengen-Diagramm weist die aggregierte Angebotsfunktion typischerweise einen positiven Verlauf auf – zu einem höheren Preis ergibt sich auch ein größeres gesamtwirtschaftliches Angebot.
Gemäß klassischer Theorie lässt sich die Quantität des Angebots nicht vom Preis, sondern ausschließlich aus realen Faktoren ableiten, was unter bestimmten Annahmen zu einer waagerechten Angebotsfunktion führen kann.
Nach keynesianischer Deutung (IS-LM-Modell) erfolgt eine Anpassung des Gesamtangebots an die Gesamtnachfrage – es kommt also zu einem waagerechten Verlauf der Angebotsfunktion. Die aggregierte Angebotsfunktion stellt den Angebotsteil des AS-AD-Modells dar.

## Herleitung
Die Gesamtangebotsfunktion im makroökonomischen Sinn ergibt sich aus folgenden Einflussgrößen. Sie zeigt die Preisniveauänderung, die durch die Änderungen der Produktion verursacht wird. Elementar ist dabei die temporäre Anpassung von Löhnen und Preisen.
Der Nominallohn hängt von folgenden Faktoren ab: Arbeitslosenquote, erwartetem Preisniveau sowie anderen Faktoren, die Einfluss auf die Lohnsetzung haben. Das Preisniveau ergibt sich aus dem Preissetzungsverhalten der Unternehmen und setzt sich aus dem Nominallohn sowie dem Gewinnaufschlag zusammen. Aus der Preis- und Lohnsetzungsgleichung lässt sich eine Funktion ableiten, die den Zusammenhang zwischen Preisniveau, Produktion und dem erwarteten Preisniveau darstellt. Das heißt, die Produktion ist umso höher, je niedriger die Arbeitslosenquote bei gegebener Erwerbsbevölkerung ist.
Die aggregierte Angebotsfunktion entspricht demnach einer „Arbeitsmarktfunktion“, da hierbei Entscheidungen des Arbeitsmarktes abgebildet werden. Demnach stellt diese Funktion einen positiven Zusammenhang von Preis und Produktion dar. Dabei hängt das Preisniveau positiv von den Preiserwartungen und dem Produktionsniveau ab.
Zwei Eigenschaften prägen das Preisniveau: Zunächst führt eine Steigerung der Produktion zu einer Zunahme des Preisniveaus. Durch den Anstieg der Produktion steigt auch die Beschäftigung. Dadurch gehen Arbeitslosigkeit und daraus folgend auch die Arbeitslosenquote zurück. Durch eine bessere Verhandlungsposition der Arbeitnehmer steigen die Nominallöhne. Durch den Anstieg der Nominallöhne nehmen auch die Kosten der Produktion zu, was zu einer Erhöhung der Preise der einzelnen Unternehmen führt. Dadurch steigt das gesamte Preisniveau.
Die zweite Eigenschaft des Preisniveaus beschreibt das einfache Verhältnis von Preisniveau und zu erwartendem Preisniveau. Wird bei der Lohnsetzung mit einem höheren Preisniveau gerechnet, wird ein höherer Nominallohn festgesetzt, um einen höheren Reallohn durchzusetzen. Das gesamte Preisniveau steigt, sobald einzelne Anbieter ihre Preise infolge der gestiegenen Lohnkosten erhöhen.

## Allgemeine Einflussfaktoren
Das aggregierte Angebot hängt von den unabhängigen Einflussgrößen Arbeits- und Kapitaleinsatz sowie den vorhandenen Bodenschätzen und Produktionstechnologien ab. Durch das Zusammenwirken von Gesamtnachfrage und -angebot, hängen das volkswirtschaftliche Produktionsvolumen, die Beschäftigung und das Preisniveau ab. Das heißt, Bruttoinlandsprodukt (BIP), Arbeitslosigkeit und Inflation sind von dieser Interaktion betroffen.
Es wird davon ausgegangen, dass die Anbieter den maximalen, also potentiell möglichen, Output herstellen wollen. Es sind aber auch gegenteilige Fälle möglich, in denen die Produktionskapazität bewusst nicht voll ausgenutzt wird. Gründe dafür können darin liegen, dass Produktionskosten als zu hoch, bzw. die zu erzielenden Erträge als zu gering erachtet werden. Eine Folge davon ist eine Nichtauslastung vorhandener Produktionsfaktoren.
Des Weiteren ist folgende Situation möglich. Unternehmen möchten mehr produzieren, als es vorhandene Produktionsfaktoren erlauben. Aufgrund von niedrigen Produktionskosten oder sehr hoch zu erwartenden Güterpreisen tritt diese Situation ein. Wenn das Ziel einer Produktionssteigerung durch die beschränkten Kapazitäten nicht erreichbar ist, muss in dieser Volkswirtschaft eine Anhebung des Preisniveaus erfolgen.
Folgend wird das Gesamtangebot durch die Beziehung von Preisniveau und gesamtwirtschaftlichen Produktionskapazitäten betrachtet. Somit werden Kostensituation und Auslastung der Kapazitäten als gegeben vorausgesetzt. Darauf aufbauend wird der Verlauf der Gesamtangebotskurve im Preis-Mengen-Diagramm untersucht. Daraus können Einflüsse auf das BIP, Preisniveau und die Beschäftigung abgeleitet werden.

## Eigenschaften der aggregierten Angebotsfunktion
Die Gesamtangebotsfunktion kann durch drei wesentliche Eigenschaften charakterisiert werden.
Die Zunahme der Produktion wird durch eine ansteigende Gesamtangebotskurve gekennzeichnet, die auf einem gleichzeitigen Anstieg des Preisniveaus basiert. Das tatsächliche Preisniveau entspricht dem erwarteten, sofern die Produktion das natürliche Produktionsniveau darstellt. Für die Berechnungen wird von der natürlichen Arbeitslosenquote ausgegangen, deren Grundlage das Gleichgewicht von erwartetem und tatsächlichem Preisniveau ist. In diesem Fall ist auch die Produktion gleich dem natürlichen Produktionsniveau. Das heißt, im Falle einer Produktion über dem natürlichen Niveau fällt das Preisniveau höher aus als erwartet, liegt sie jedoch unter diesem Wert, stellt sich ein niedrigeres Preisniveau ein.
Die dritte Eigenschaft umfasst Veränderungen der Preiserwartungen, die zu einer horizontalen Verschiebung der aggregierten Angebotskurve führen. Das bedeutet bei konstanter Arbeitslosenquote und Produktion, führt eine höhere Preiserwartung zu steigenden Löhnen und damit höheren Preisen. Dies gilt für jedes Produktionsniveau und ist folglich Ursache für die horizontale Verschiebung der Kurve.